# Руффіньяк (печера)
Руффіньяк (фр. Rouffignac, відома також як «Печера тисячі мамонтів») — печера в історичному регіоні Франції Перігор. Уперше її згадує в 1575 р. Франсуа де Бельфорре у своїй Cosmographie Universelle.

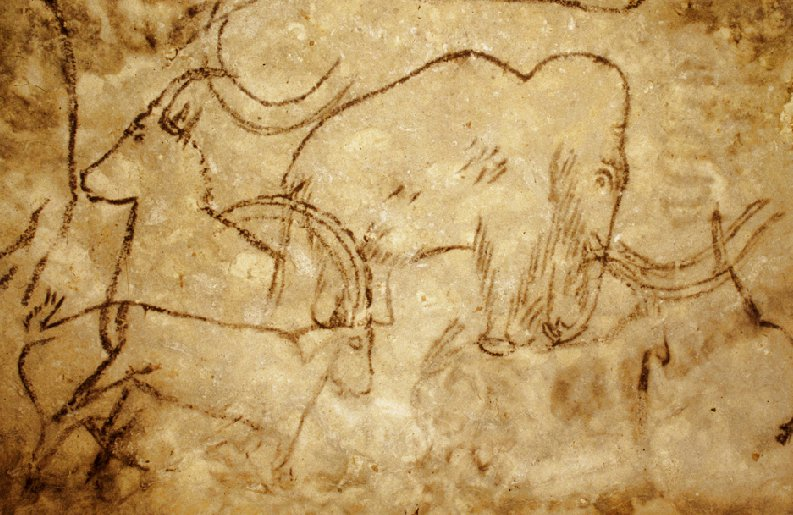
Зображення гірських козлів і мамута на стінах печери

У печері виявлено понад 250 настінних малюнків. Уперше їх опис опублікував в 1956 р. Л. Р. Нужьє (фр. L.R. Nougier). Особливо багато зображень представлено на стелі печери. Особливість печери полягає в тому, що у вапнякових стінах є досить численні кременеві жовна.
Печера знаходиться в общині Руффіньяк. Загальна довжина ходів печери складає понад 8 км. Настінні малюнки і гравюри відносяться до часу мадленськой культури, тобто 11-12 тис. до н. е. В основному на малюнках зображені мамонти, буйволи, шерстисті носороги і альпійські козли. До більше раннього періоду відносяться сліди кігтів печерних ведмедів на стінах.
Частина печери відкрита для відвідування туристами. Відвідувачі об'їжджають печеру на маленькому електропоїзді.